# Eolo Capritti
Eolo Capritti (* 2. November 1918 in Catignano; † 15. September 2007 in Rom) war ein italienischer Filmproduktionsleiter und gelegentlicher Schauspieler.
Capritti begann bald nach dem Zweiten Weltkrieg beim Film; so war er als Schauspieler erstmals 1948 in Vittorio De Sicas Fahrraddiebe als Polizist zu sehen. Neben seiner Tätigkeit im Hintergrund von Spielfilmen (als Produktionsassistent, -leiter und Herstellungsleiter) war er, auch dank einer Ähnlichkeit zu Telly Savalas ab Mitte der 1970er-Jahre bis zum Ende des Jahrtausends immer wieder in Nebenrollen (und manchmal auch Kleinstrollen) als glatzköpfiger Bösewicht zu sehen, gelegentlich auch für das Fernsehen. Ein Pseudonym Caprittis war Al Capri.

## Filmografie (Auswahl)
- 1948: Fahrraddiebe (Ladri di biciclette)
- 1975: Foltergarten der Sinnlichkeit (Emanuelle e Françoise (Le sorelline))
- 1979: Caligula (Caligola)
- 1979: Ein Mann auf den Knien (Un uomo in ginocchio)
- 1980: Theo gegen den Rest der Welt
- 1985: Ginger und Fred (Ginger e Fred)
- 1998: L’odore della notte